# Guillermo Timoner
Guillermo Timoner Obrador, né le 24 mars 1926 à Felanitx (île de Majorque) et mort le 17 août 2023 à Madrid, est un coureur cycliste espagnol  spécialiste de la piste et plus particulièrement du demi-fond.

## Biographie
Guillermo Timoner est né le 24 mars 1926 à Felanitx sur l'île de Majorque à environ 50 kilomètres au sud-est de Palma de Majorque. 
Son premier métier est charpentier, mais il s'intéresse très tôt au cyclisme. Son père lui achète son premier vélo, ce qui lui permet de courir très jeune en compétition, même s'il doit mentir sur son âge. Il remporte sa première victoire à 17 ans lors du championnat des Baléares de vitesse. Son ultime succès date de 1995, lorsqu'il devient champion d'Europe en catégorie vétéran à 69 ans.

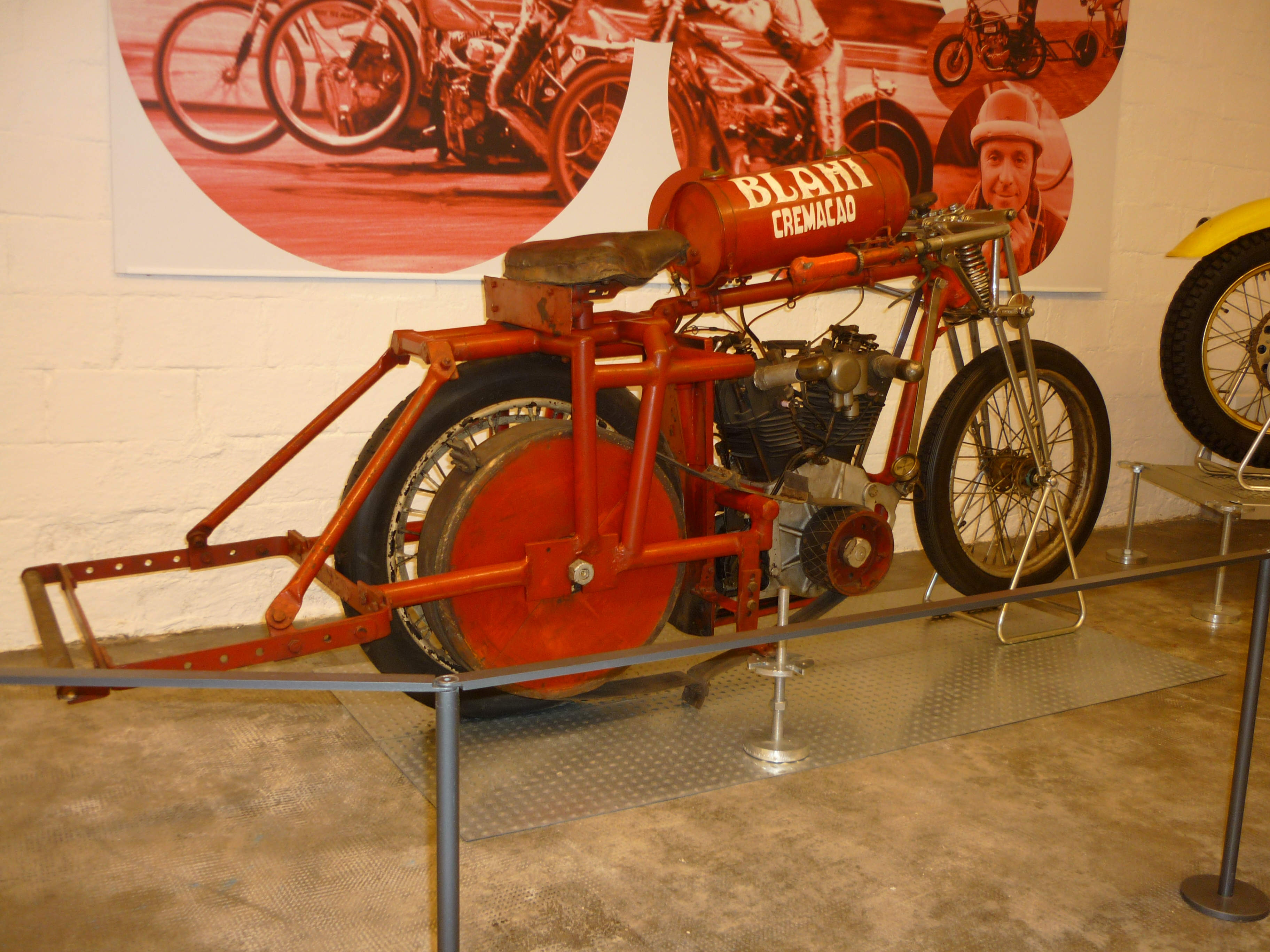
Machine d'entraînement utilisée par Guillermo Timoner pour s'entraîner (Musée de la moto de Barcelone).

En 1945, il remporte le championnat d'Espagne de demi-fond et celui derrière derny. Ces deux titres sont les premiers d'une très longue série. Il remporte le championnat d'Espagne de demi-fond à treize reprises entre 1945 et 1963. Il est aussi champion d'Espagne derrière derny à quatre reprises, champion d'Espagne de vitesse (en 1947, 1948, 1950 et 1956), champion d'Espagne de poursuite (en 1949, 1951 et 1956), triple champion d'Espagne de l'américaine et champion d'Espagne militaires sur route en 1948.
Mais c'est au niveau international qu'il connait ses plus grands succès. Il est sextuple champion du monde de demi-fond chez les professionnels et à deux reprises vice-champion du monde. Il détient le record de médailles et de titres dans la catégorie professionnelle.
Pendant quelques années, il fait du vélo et travaille dans une épicerie, il réapparaît en 1983 avec sa participation aux Championnats du monde à Barcelone en 1984 et sort de sa retraite sportive.
Il remporte une dernière fois à 58 ans le championnat d'Espagne de demi-fond.
En 1995, à 69 ans, il devient champion d'Europe dans la catégorie vétéran, avec une vitesse moyenne de 37,4 km/h, sur une distance de 53,4 kilomètres.
Après avoir arrêté définitivement sa carrière, il vit dans son île natale, entouré de tous ses trophées et maillots.
Son homologue suisse Ferdinand Kübler raconte au sujet de Guillermo Timoner : « Il est vénéré comme un Saint dans presque toute l'Espagne ». Le 24 mars 2016, à l'occasion de son 90e anniversaire, la commune de Felanitx organise en son honneur une cérémonie, où une plaque en son honneur est gravée à son domicile.

## Palmarès sur piste

### Championnats du monde
- Milan 1955
  -  Champion du monde de demi-fond
- Copenhague 1956
  -  Vice-champion du monde de demi-fond
- Paris 1958
  -  Vice-champion du monde de demi-fond
- Amsterdam 1959
  -  Champion du monde de demi-fond
- Leipzig 1960
  -  Champion du monde de demi-fond
- Milan 1962
  -  Champion du monde de demi-fond
- Paris 1964
  -  Champion du monde de demi-fond
- Saint-Sébastien 1965
  -  Champion du monde de demi-fond

### Championnats d'Europe
- 1959
  -  Médaillé d'argent du demi-fond
- 1960
  -  Médaillé d'argent du demi-fond
- 1963
  -  Médaillé de bronze du demi-fond
- 1966
  -  Médaillé de bronze du demi-fond

### Six jours
- 1963
  - 2e des Six Jours de Buenos Aires
  - 2e des Six Jours de Madrid
- 1964
  - 2e des Six Jours de Madrid

### Championnats d'Espagne
- Champion d'Espagne de vitesse :  1947, 1948, 1950 et 1956 (2e : 1946, 1949 et 1951)
- Champion d'Espagne de poursuite : 1949, 1951 et 1956 (2e : 1950 et 1952)
- Champion d'Espagne de demi-fond : 1945, 1946, 1947, 1948, 1950, 1952, 1954, 1955, 1956, 1959, 1961, 1962, 1963 et 1984 (2e : 1964)
- Champion d'Espagne de l'américaine : 1951, 1952 et 1954
- Champion d'Espagne de course derrière derny : 1945, 1946, 1947 et 1949

### Championnats des îles Baléares
- Champion des îles Baléares de vitesse : 1945 et 1947
- Champion des îles Baléares de poursuite : 1945
- Champion des îles Baléares de demi-fond : 1947

## Palmarès sur route
- 1948
  -  Champion d'Espagne sur route militaires

## Récompenses et distinctions[5]
- Trophée de la Fédération espagnole de cyclisme : 1956, 1960 et 1962
- Croix de Chevalier de l'Ordre d'Isabelle la Catholique
- Médaille d'argent du Mérite Sportif
- Médaille d'or de la Province des Baléares
- Médaille d'or de la ville de Palma
- Médaille d'or de la ville de Felanitx